# Pragyan
Pragyan, Pragyaan nebo Pragján což v sanskrtu znamená Moudrost, je indické robotické lunární vozidlo, které je součástí úspěšné bezposádkové kosmické mise Chandrayaan-3 (Čandraján-3) zajišťované Indickou kosmickou agenturou (ISRO). Přistávací modul Vikran dne 23. srpna 2023 ve 14:34 SELČ dosedl na povrch Měsíce a po cca 14 hodinách z něj vyjel šestikolový a 26 kg vážící Pragyan. Úkolem Pragyanu, který má jako zdroj energie solární panely, je prozkoumat povrch v oblasti jižního pólu Měsíce, kde indický modul přistál jako první na světě. Indie se po SSSR, USA a Číně stala 4. zemí, která úspěšně vysadila na měsíci fungující vozidlo. Životnost Pragyanu je plánována nejméně na jeden lunární den, což je asi 14 pozemských dní. Dne 4. září bylo vozítko plánovaně uvedeno do spánkového režimu.
Stejnojmenný a také technologií shodný lunární rover byl také součástí předchozí mise Chandayaan-2, která ovšem skončila byla neúspěchem.

## Galerie

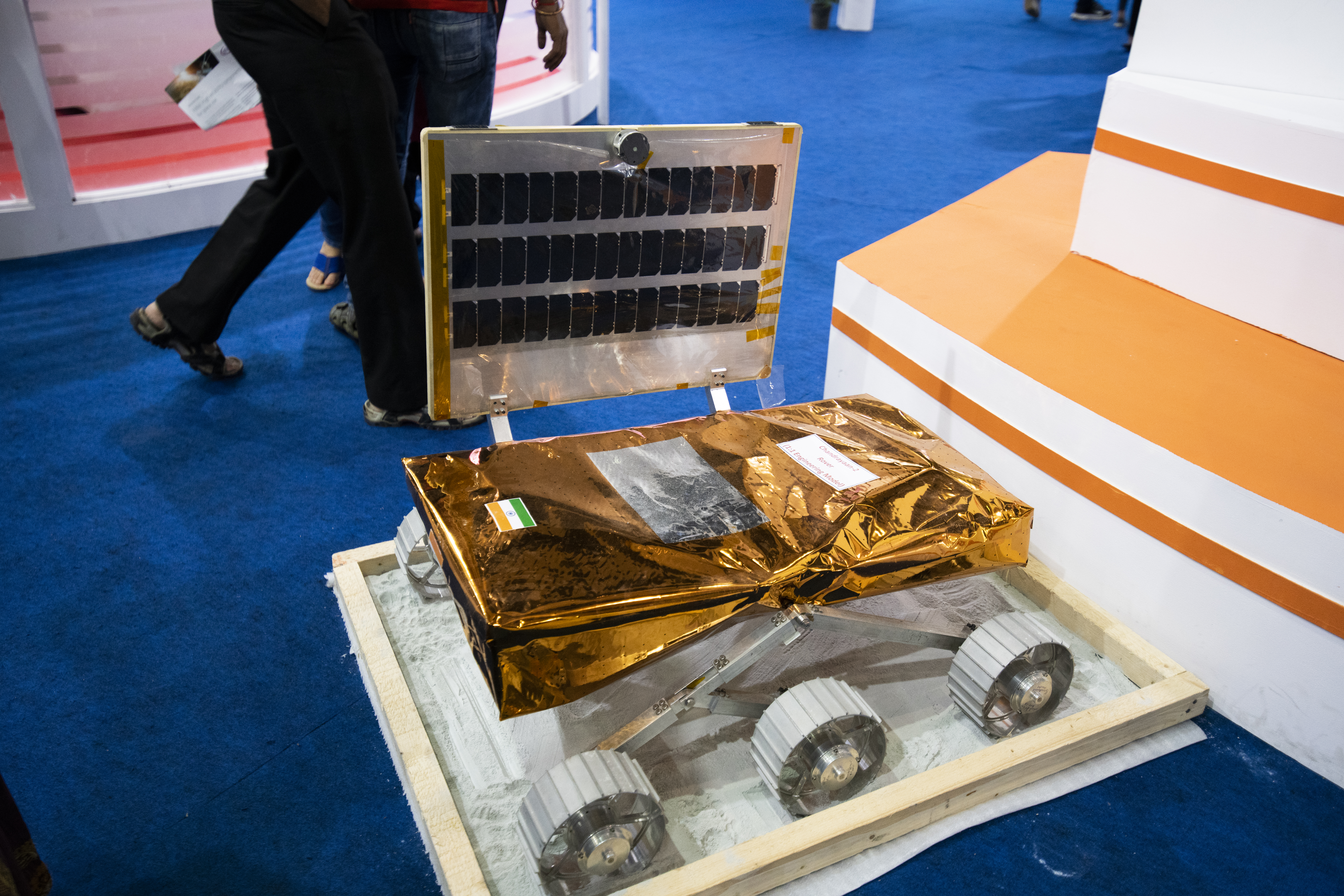
Model vozítka
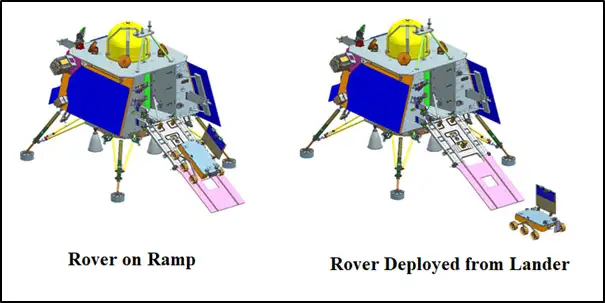
CAD zobrazení kosmické družice